# Dan Cristian Popescu
Dan Cristian Popescu (n. 31 decembrie 1975, București, România) este un politician român, deputat de București în legislatura 2012-2016 din partea FC și în legislatura 2020-2024 din partea PSD. A fost viceprimar al sectorului 2 intre 2016-2020.

## Cariera profesională
Între 1990-1994, Dan Cristian Popescu a învățat la Colegiul Național Sfântul Sava din București. În 1995, a primit un certificat de studii de limba spaniolă, eliberat la Malaga și atestat de Ministerul Culturii și Afacerilor Sociale din Spania.
În 1998 a devenit absolventul Facultății de Matematică din cadrul Universității București, urmând apoi studiile postuniversitare avansate în științe politice și administrație publică de la Universitatea George Washington, din Statele Unite ale Americii. În iulie 2001 a absolvit studiile postuniversitare în Managementul Administrației Publice Locale din cadrul Academiei de Studii Economice din București. În noiembrie 2010 a absolvit cursului de leadership creativ Erisma, iar în septembrie 2015 a obținut titlul de doctor în economie la Academia de Studii Economice din București.
În perioada 2013-2015 a urmat cursul de nivel înalt „Securitate și bună guvernare” la Colegiul Național de Apărare, cursurile de „Politică externă și diplomație”, „Protocol și etichetă în diplomație” și ”Securitate internațională” la Institutul Diplomatic Român, dar și programul postuniversitar de formare și dezvoltare profesională în domeniul Științe Militare, Informații și Ordinea Publică la Academia Națională de Informații „Mihai Viteazu”. Din 2019 până în prezent ocupă și funcția de vicepreședinte al Fundației Colegiului Național de Apărare.
Timp de un an, în perioada 2001-2002, a fost directorul companiei Eurotrust Construct. Doi ani mai târziu, Popescu a preluat News Outdoor Romania în calitate de director pentru dezvoltare, funcție deținută până în 2006. Apoi, a fost director al New Business din cadrul News Outdoor Romania. În august 2007, a preluat Imperial Media, în calitate de Director General, păstrând compania până la 19 decembrie 2012, în urma validării sale în funcția de deputat în Parlamentul României.
Vorbește fluent limbile engleză, franceză si spaniolă.

## Cariera politică
În 1990, Dan Cristian Popescu s-a înscris în Partidul Național Liberal, în care a fost membru timp de un an. În 1991, demisionează din PNL și se înscrie în Partidul Național Țărănesc Creștin Democrat. În perioada 1995-1996, în timpul guvernării lui Victor Ciorbea, Popescu ocupă funcția de prim-vicepreședinte al Tineretului Uniunii Naționale Țărănești Creștin Democrate, organizația de tineret a partidului. În perioada 1998-1999, ocupă funcția de vicepreședinte a organizației studenților și tinerilor din Partidul Popular European, în care este membru PNȚCD. În 2001, demisionează din PNȚCD.
În 2004, se reînscrie în PNL. Atitudinea lui față de politică este relativ pasivă între 2004-2009. În 2010, Dan Cristian Popescu a fost ales președinte al filialei PNL din Sectorul 2. În aprilie 2012, este ales alt președinte de sector, iar la 15 iunie 2012, este exclus din PNL ca urmare a deciziei Delegației Permanente a PNL.
La 4 septembrie 2012, se înscrie în Forța Civică. La Congresul Extraordinar al Forței Civice din 7 septembrie 2012, Dan Cristian Popescu este ales vice-președinte al partidului. La 9 decembrie 2012, obține un mandat de deputat în colegiul nr. 8 din București, din partea Alianței România Dreaptă, alianța între Partidul Democrat-Liberal (PDL), Forța Civică și Partidul Național Țărănesc Creștin Democrat. Este ales secretar al grupului parlamentar al PDL din Camera Deputaților, din partea foștilor colegi de alianță. În aprilie 2013, devine președintele Forței Civice București.
La 9 decembrie 2012, obține un mandat de deputat în colegiul nr. 8 din București, din partea Alianței România Dreaptă, alianța între Partidul Democrat-Liberal (PDL), Forța Civică și Partidul Național Țărănesc Creștin Democrat. Este ales secretar al grupului parlamentar al PDL din Camera Deputaților și apoi secretar al grupului parlamentar al PNL din Camera Deputaților, în urma fuziunii PNL-PDL.
În iunie 2016 a candidat la funcția de primar pentru Primaria Sectorului 2 din partea Partidului Național Liberal, unde a ieșit pe locul 2 și este ales viceprimar de către Consiliul Local Sector 2 al Municipiului București. Pentru alegerile din 2020 și-a declarat intenția de a candida din nou cu mult înainte de scrutin, și a început o campanie publicitară cu panouri în tot sectorul. PNL a intrat însă în competiția electorală în alianță cu USR și PLUS, partide care au obiectat la candidatura sa. Alianța a ales să-l susțină pentru primăria sectorului 2 pe Radu Mihaiu de la USR, iar Popescu a demisionat din partid și a candidat din partea PSD. Mihaiu a câștigat, iar Popescu a fost pus de PSD pe listele pentru Camera Deputaților la alegerile din același an, și astfel a obținut un loc de deputat.

## Referinte
Dan Cristian Popescu, la conducerea PNL Sector 2, 03 februarie 2020, https://www.dcnews.ro/dan-cristian-popescu-la-conducerea-pnl-sector-2_727262.html
Dan Cristian Popescu, la interviurile DCNews. Declarații bombă din PNL în timpul votului pe moțiunea de cenzură, 05 februarie 2020,  https://www.dcnews.ro/dan-cristian-popescu-la-interviurile-dcnews-declaratii-bomba-din-pnl-in-timpul-votului-pe-motiunea-de-cenzura_727715.html
EvZ TV Prime Time. Șerban, Cuculis, Dan Cristian Popescu și Stefănel Dan Marian, la Botin, 30 ianuarie 2020, https://evz.ro/evz-tv-prime-time-serban-cuculis-dan-cristian-popescu-si-stefanel-dan-marian-la-botin.html
Dan Cristian Popescu: Soluții de prevenție pentru a ține gripa la distanță în școlile din Sectorul 2, 23 ianuarie 2020, https://www.dcnews.ro/dan-cristian-popescu-solutii-de-preventie-pentru-a-tine-gripa-la-distanta-in-scolile-din-sectorul-2_725088.html
Gripa primește absență în sectorul 2! Școlile rămân deschise, 23 ianuarie 2019, https://www.ziuanews.ro/stiri/gripa-prime-te-absen-n-sectorul-2-colile-r-m-n-deschise-1371328
Viceprimarul PNL, Dan Cristian Popescu, încă un pas pentru reducerea birocrației în Sectorul 2, 23 decembrie 2019, https://www.capital.ro/viceprimarul-pnl-dan-cristian-popescu-inca-un-pas-pentru-reducerea-birocratiei-in-sectorul-2.html
Dan Cristian Popescu, reacție la ofensa adusă lui Cornel Dinu: “Superficialitate specifică PMB”, 12 noiembrie 2019, https://www.prosport.ro/fotbal-intern/diverse/dan-cristian-popescu-reactie-la-ofensa-adusa-lui-cornel-dinu-superficialitate-specifica-pmb-18943547
Dan Cristian Popescu: Lifturile vechi din Sectorul 2 vor fi modernizate, 02 septembrie 2019, https://www.dcnews.ro/dan-cristian-popescu-lifturile-vechi-din-sectorul-2-vor-fi-modernizate_686234.html
Dan Cristian Popescu, viceprimarul Sectorului 2 (PNL), la DC News, 25 iulie 2019, https://www.dcnews.ro/dan-cristian-popescu-viceprimarul-sectorului-2-pnl-la-dc-news_675934.html
Dan Cristian Popescu, viceprimarul sectorului 2- 1 octombrie a fost declarată Ziua sectorului 2, 09 septembrie  2019, https://www.stiripesurse.ro/dan-cristian-popescu-viceprimarul-sectorului-2-1-octombrie-a-fost-declarata-ziua-sectorului-2_1379372.html
EXCLUSIV Dan Cristian Popescu, viceprimarul Sectorului 2: „Negociem cu Nicolae Badea și vom construi un stadion de 30 de milioane de euro pentru Dinamo!”, 08 martie 2019, https://www.gsp.ro/fotbal/liga-1/exclusiv-dan-cristian-popescu-viceprimarul-sectorului-2-negociem-cu-nicolae-badea-si-vom-construi-un-stadion-de-30-de-milioane-de-euro-pentru-dinamo-561766.html
Sectorul 2 conduce „verde": mașini electrice pentru administrația locală, 23 decembrie 2019, https://www.dcnews.ro/sectorul-2-conduce-verde-masini-electrice-pentru-administratia-locala_719218.html
Bani pentru elevii din Sectorul 2. Ei sunt încurajați să se implice civic, 01 noiembrie 2019, https://www.capital.ro/bani-pentru-elevii-din-sectorul-2-ei-sunt-incurajati-sa-se-implice-civic.html
Dan Cristian Popescu: Suntem mult in urma cu infrastructura publica in Dimitrie Pompeiu. Pana la 30 de noi strazi, in grafic pentru fluidizarea traficului, 23 ianuarie 2019, https://www.wall-street.ro/articol/Real-Estate/238183/dan-cristian-popescu-suntem-mult-in-urma-cu-infrastructura-in-dimitrie-pompeiu.html#gref
Taxă 0 la gunoi pentru locuitorii sectorului 2, 19 aprilie 2019, https://www.stiripesurse.ro/taxa-0-la-gunoi-pentru-locuitorii-sectorului-2_1343363.html
Dan Cristian Popescu, viceprimarul Sectorului 2, vrea o nouă subunitate de pompieri și mașini de intervenție moderne, 27 noiembrie 2019, https://www.stiripesurse.ro/dan-cristian-popescu-viceprimarul-sectorului-2-vrea-o-noua-subunitate-de-pompieri-i-ma-ini-de-interven-ie-moderne_1306886.html
Dan Cristian Popescu: "Microsoft și General Motors sunt în discuții avansate să își mute sediile pe Europa în Pipera", 15 ianuarie 2018, https://www.bursa.ro/dan-cristian-popescu-microsoft-si-general-motors-sunt-in-discutii-avansate-sa-isi-mute-sediile-pe-europa-in-pipera-43878332
Dan Cristian Popescu, ales în funcția de viceprimar al Sectorului 2, 12 iulie 2016, https://evz.ro/dan-cristian-popescu-ales-in-functia-de-viceprimar-al-sectorului-2.html    